# Краснобрюхая питта
Краснобрюхая питта (лат. Erythropitta erythrogaster) — вид воробьиных птиц из семейства питтовых (Pittidae).

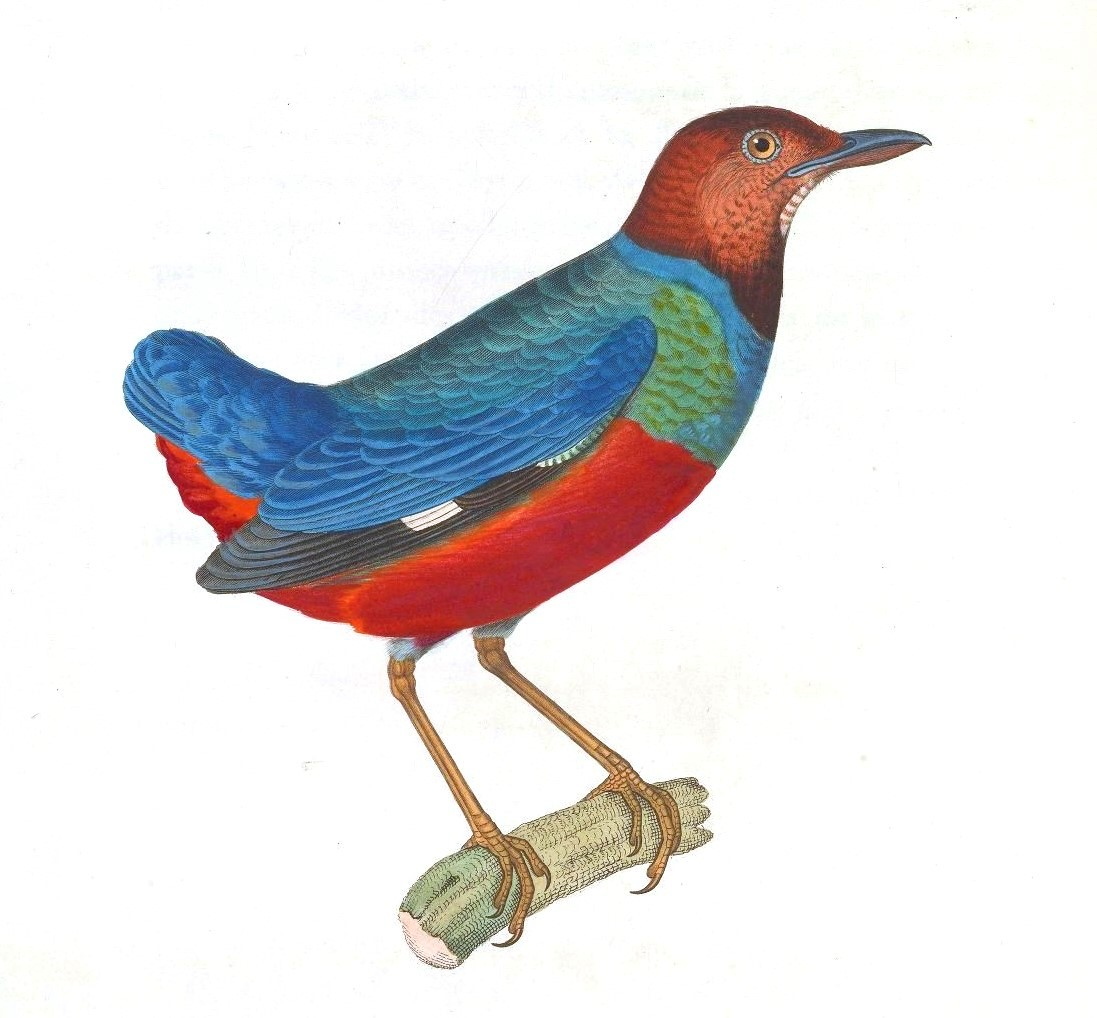
Иллюстрация

## Описание
Длина тела составляет 15,4—18 см, вес — 4—70 г.
Клюв средней длины, слегка загнут вниз. Голова большая по сравнению с телом. Крылья короткие, округлые. В отличие от многих других Pittas, они не выступают за пружины управления. Есть лишь небольшой гендерный диморфизм: самки имеют немного более тусклый цвет, чем самцы, а горло покрыто белыми пятнами. Клюв у обоих полов чёрный с более светлым кончиком. Радужка тёмно-коричневая. Ноги от коричневого до серо-голубого.
Голова красно-коричневая, на затылке оперение чуть более красноватое. Ярко-синяя полоса на шее сзади отделяет оперение головы от тёмно-зелёного переднего и плечевого оперения. Остальная часть спины и крупа ярко-синие. Кисть и крылья чёрно-коричневые. Малые кроющие крыла чёрно-коричневые, средние и крупные кроющие крыла синие с небольшими белыми пятнами.
Подбородок бледно-коричневый и становится тёмно-коричневым у горла. В то время как у самцов горловые перья имеют только немного более светлые перья, у самок эта часть тела покрыта белыми пятнами. У обоих полов широкая полоса проходит через переднюю часть груди, которая ярко-синего цвета посередине и блестящего зелёного цвета по бокам. Нижняя часть груди, брюшко и подкрылья ярко-красные.

## Питание
Краснобрюхая питта на Филиппинах питается разнообразными насекомыми и их личинками.

## Распространение
Обитает в субтропических и тропических влажных лесах Индонезии и Филиппин,  в том числе на филиппинских островах Палаван и Балабак. Предпочтительной средой обитания являются густые леса. Также встречается в бамбуковых рощах и зарослях вдоль рек.

## Охранный статус
МСОП присвоил виду охранный статус «Вызывающие наименьшие опасения» (LC).

## Классификация
Международный союз орнитологов выделяет 5 подвидов:
- Erythropitta erythrogaster erythrogaster (Temminck, 1823)
- Erythropitta erythrogaster inspeculata (A. B. Meyer & Wiglesworth, 1894)
- Erythropitta erythrogaster propinqua (Sharpe, 1877)
- Erythropitta erythrogaster yairocho (Hachisuka, 1935)
- Erythropitta erythrogaster thompsoni (Ripley & Rabor, 1962)